# Keltonia rubrofemorata
Keltonia rubrofemorata är en insektsart som beskrevs av Knight 1966. Keltonia rubrofemorata ingår i släktet Keltonia och familjen ängsskinnbaggar. Inga underarter finns listade i Catalogue of Life.